# Американская кукушка Лансберга
Американская кукушка Лансберга (лат. Coccyzus lansbergi) — вид птиц из семейства кукушковых (Cuculidae). Распространён в Колумбии, Эквадоре, Перу и Венесуэле. Подвидов не выделяют. Не является гнездовым паразитом. Видовое название дано в честь нидерландского натуралиста и колониального администратора Рейнхарта Франса ван Лансберге (фр. Reinhart Frans van Lansberge, 1804—1873).

## Описание
Американская кукушка Лансберга достигает длины 25—28 см; самцы весят от 46 до 56 г. Половой диморфизм не выражен. У взрослых особей верхняя часть тела рыжевато-коричневая. Голова со сланцево-серой шапочкой, заходящей чуть ниже глаз. Нижняя часть тела тёмно-рыжевато-охристая. Длинный хвост чёрного цвета с белыми кончиками перьев, центральные рулевые перья полностью тёмные. Окологлазное кольцо тускло-желтовато-серое, белое или жёлтое, радужная оболочка тёмно-коричневая. Клюв чёрный, иногда с серым или жёлтым пятном у основания. Ноги черноватые или серые. Молодые особи похожи на взрослых, но у них коричневая макушка и менее отчетливые бледные кончики на рулевых перьях.
Голос представляет собой быструю серию из 6—8 глухих и падающих нот «cu», часто с небольшой паузой перед последней нотой, например, «cucucucucucucu-cu», которая может повторяться несколько раз подряд в быстром темпе.

## Распространение и места обитания
Американская кукушка Лансберга распространена в Колумбии, на северо-западе Венесуэлы, на западе Эквадора (в основном в южной части) и на крайнем северо-западе Перу, два наблюдения зафиксированы на востоке Панамы.
Естественной средой обитания являются тропические влажные и сухие полулиственные леса, аридные леса, заросшие кустарником поля, галерейные леса, низкие заросли и густые кустарники у воды, заросшая кустарником влажная саванна в Венесуэле. Встречается на высоте до 800 м над уровнем моря в Перу, до 600 м в Колумбии, иногда до 1400 м в Венесуэле и до 1800 м в Эквадоре (в исключительных случаях в Кито на высоте около 2800 м).

## Биология
Американская кукушка Лансберга питается насекомыми в основном гусеницами и осами. Сезон размножения на юго-западе Эквадора может длиться с января по июнь, данных по фенологии размножения из других регионов нет. Гнездо представляет собой плоскую платформу (130—250 мм в поперечнике и 40—130 мм в глубину) из веток, покрытых лишайниками. Гнездо размещается на горизонтальной ветке на высоте примерно 0,4—5 метров над землей и хорошо скрыто листвой. В кладке 2—5 (в среднем 3,7) зеленовато-белых, голубовато-зелёных или белых яйца размером 25,2-28 × 20,5-21·5 мм. Инкубационный период продолжается 9—12 дней. Инкубация начинается с первого отложенного яйца, поэтому вылупление происходит асинхронно, а птенцы различаются по размеру. Птенец при вылуплении голый, с тёмной кожей, но быстро развивается и оперяется через 8—13 дней, задолго до того, как сможет летать.